# زندگی پرمعنا
زندگی پرمعنا (انگلیسی: Meaningful life)، در روان‌شناسی مثبت‌گرا،  برساخته (فلسفه) که با هدف، اهمیت، تحقق و رضایت از زندگی ارتباط دارد. در حالی که نظریه‌های خاص متفاوت هستند، دو جنبه مشترک وجود دارد: یک طرحواره (روان‌شناسی) برای درک زندگی فرد و باور که خود زندگی معنادار است. معنا را می‌توان به عنوان ارتباطی که دو موجودیت احتمالاً مستقل را به هم پیوند می‌دهد، تعریف کرد؛ یک زندگی معنادار، واقعیت زیستی زندگی را به یک تفسیر یا معنای نمادین پیوند می‌دهد. کسانی که دارای حس معنا هستند معمولاً شادتر هستند، دارای سطوح پایین‌تری از احساسات منفی و خطر کمتری برای بیماری روانی هستند.